# Metropolitano de Bilbao
O Metropolitano de Bilbau (em basco Bilboko metroa; em castelhano Metro de Bilbao) é um sistema metroviário de transporte de passageiros que serve a cidade de Bilbau e  municípios do seu derredor (Baracaldo, Basauri, Berango,  Erandio, Etxebarri, Guecho, Leioa, Portugalete, Plentzia, Santurtzi Sestao, Sopela e Urduliz) no País Basco, norte da Espanha.

## Bibliografía
- RIECHERS, Daniel: Metros in Europa. Transpress Verlag, Stuttgart, 1996. ISBN 3-344-71049-4 (Kapitel, Madrid)
- SCHWANDL, Robert: Metros in Spain – The Underground Railways of Madrid, Barcelona, Valencia and Bilbao. Capital Transport, London, 2001. ISBN 1-85414-242-9